# Waarheidscommissies voor het Samische volk
Veel inheemse volken hebben eeuwenlang te maken gehad met discriminatie, onderdrukking, assimilatiepolitiek e.d. De  Samen zijn daar geen uitzondering op. Het leefgebied van de Samen - Sápmi - omvat het Noorden van Scandinavië en het Kola schiereiland (Rusland). De regeringen van de drie Scandinavische landen Noorwegen, Zweden en Finland hebben ieder een waarheids- en verzoeningscommissie in het leven geroepen om het onrecht dat de Samen is aangedaan te onderzoeken. Op basis hiervan kan verzoening mogelijk worden .

## Achtergrond
De Noorse regering heeft in het verleden een beleid gevoerd dat gericht was op wat bekend staat als de 'vernoorsing' van de Samen (fornorsking).  Dit assimilatiebeleid kwam voort uit een volstrekte miskenning van de Samische cultuur. Die werd als achterlijk gezien. De Samische cultuur diende te worden opgeheven. Het was de tijd waarin het sociaal darwinisme floreerde. Tegelijk leefde het Noorse nationalisme op, in haar strijd om onafhankelijkheid van Zweden. Er was behoefte aan een eigen Noorse identiteit. De Samische cultuur en talen pasten daar niet in. Deze politiek duurde van 1850 tot 1987 toen het Samische parlement werd geïnstalleerd. 
Voordat er sprake was van vernoorsing was er In de eeuwen daarvoor al sprake van discriminatie en toe-eigening van Samische leefgebieden. Kolonisten werden actief door de toenmalige regeringen gestimuleerd om deze gebieden te bezetten.
Deze politiek gold ook voor Zweden en Finland. Zweden volgde daarnaast nog een andere route. Voor de Samische rendierherders gold een uitsluitingspolitiek onder het adagium "Een lap moet een lap blijven".
Voorbeelden van de historische onderdrukking van de Samen:
- Verdrijven van Samische rendierherders van hun traditionele land en gedwongen verhuizingen.
- De oprichting van nomadenscholen.
- Samen die slachtoffer werden van studies in "rassenbiologie".
- Industrialisatie van Samische woon- en leefgebieden (mijnbouw, waterkrachtcentrales e.d.).
- Een verbod op het spreken van de moedertaal - het Samisch
- Verbod op het beoefenen van hun religie.

De film Sameblod / Sami Blood uit 2016 geeft een indringend beeld van de Zweedse assimilatiepolitiek. Elle Marja, 14 jaar, is een Samen-meisje uit een familie die rendieren hoedt. Blootgesteld aan het racisme van de jaren 1930 en rassenbiologisch onderzoek op haar kostschool, begint ze te dromen van een ander leven. Om dit andere leven te bereiken, moet ze iemand anders worden en alle banden met haar familie en cultuur verbreken.
De misstanden zijn niet alleen historisch. Vandaag de dag spreken Samen over 'groen kolonialisme'. Onder het mom van klimaatbeleid verstrekken de regeringen van Zweden, Noorwegen en Finland  vergunningen aan mijnbouw- en energiebedrijven waardoor de leefgebieden van de Samen verder worden ingeperkt.
Genoeg reden voor reflectie. En dat is wat de waarheids- en verzoeningscommissies pogen te doen.

## Waarheids- en verzoeningscommissies
De instelling van waarheids- en verzoeningscommissies is een wereldwijd fenomeen en ontstond in de jaren 1970. 
Waarheids- en verzoeningscommissies zijn opgericht in ongeveer 40 landen wereldwijd. De Waarheids- en Verzoeningscommissie met betrekking tot apartheid in Zuid-Afrika (1996–2002) is internationaal de bekendste commissie. Het bekendste proces dat specifiek betrekking heeft op inheemse volkeren is de Waarheids- en Verzoeningscommissie van Canada (2008–2015). Een van de primaire doelen van deze commissies is  blootleggen van de waarheid door het opstellen van een feitenrelaas, oftewel beschrijven wat er is gebeurd. Dit om te leren en te voorkomen dat dergelijke onrechtvaardigheden zich opnieuw voordoen. Daarnaast is de vraag aan de orde wat er nodig is om de gevolgen van die onrechtvaardigheden te herstellen. De focus van het werk ligt dus op het creëren van een betere toekomst. 
De drie noordelijke landen Noorwegen, Finland en Zweden hebben allen een waarheids- verzoeningscommissie ingesteld om het onrecht dat de Samen is aangedaan te onderzoeken.
- Die van Noorwegen startte in juni 2018 en leverde haar rapport af in juni 2023. De parlementaire behandeling vond plaats in november 2024. Het werk van de commissie richtte zich naast de inheemse Samen ook op twee erkende nationale minderheden de Kvenen (Kvener/norskfinner) en de Bosfinnen (Skogfinner)
- De commissie van Finland startte in oktober 2021 en zal eind 2025 rapporteren.
- De commissie van Zweden startte in juni 2022 en zal ook uiterlijk eind 2025 rapporteren.

Sommigen hebben de vraag gesteld waarom er drie afzonderlijke waarheidscommissies nodig zijn om te onderzoeken hoe het koloniale verleden het Samische volk heeft beïnvloed. De Samen vormen feitelijk één volk dat in één gebied leefde waarin ze zich vrij met de rendieren verplaatsten. Dat gebied werd later opgedeeld in vier staten  
Een antwoord op die vraag is dat de onderdrukking en onrechtvaardigheden geïnitieerd en uitgevoerd zijn door de autoriteiten van die afzonderlijke staten. Het is dan ook logisch dat iedere nationale regering verantwoording gaat afleggen over haar gedrag in het verleden, een gedrag dat nog steeds doorwerkt in het heden.

### Noorwegen
De Waarheids- en Verzoeningscommissie in Noorwegen werd in juni 2018 ingesteld door het Noorse parlement (Stortinget)  en overhandigde haar rapport op 1 juni 2023 aan het presidium van het parlement. 
De commissie kreeg drie opdrachten mee:
- De commissie moet een historische inventarisatie maken die het beleid en de activiteiten van de Noorse autoriteiten beschrijft ten aanzien van de Samen en de Kvenen en Bosfinnen, zowel lokaal, regionaal als nationaal.
- De commissie moet de huidige gevolgen van de assimilatiepolitiek (fornorskingspolitikken) onderzoeken, met betrekking tot de Samische,  Kveense en Finse talen en culturen, evenals de materiële, sociale, gezondheids- en identiteitsgerelateerde gevolgen. Dit betreft zowel groepen als geheel als individuele personen.
- De commissie moet voorstellen doen die bijdragen aan verdere verzoening.[4]

De commissie heeft onderzoek gedaan naar de assimilatiepolitiek en onrechtvaardigheden jegens de Samen, Kvenen en Bosfinnen (skogfinner). De Bosfinnen werden later, op initiatief vanuit de Bosfinse gemeenschap, opgenomen in het mandaat in overleg met het Stortinget als opdrachtgever.
In juni 2023 publiceerde de commissie haar bevindingen in een lijvig rapport van zo'n 700 bladzijden.
Het rapport bestaat uit vier delen:
- Deel I schetst de basis voor het werk van de commissie
- Deel II bevat een historische inventarisatie dat loopt van het jaar 900 tot nu
- Deel III schetst de gevolgen van de vernoorsingspolitiek en het aangedane onrecht
- Deel IV is gewijd aan de Verzoening

De commissie wijst op de gevolgen van de vernoorsingspolitiek: 
 De Commissie wil benadrukken dat de algemene gevolgen van de vernoorsingspolitiek invloed hebben op het vermogen van de Samen, Kvenen en Bosfinnen om te blijven voortbestaan als aparte etnische groepen. Het voortdurende verlies van taal en cultuur kan er in de loop van de tijd toe leiden dat deze groepen ophouden te bestaan binnen en over nationale grenzen heen. Een dergelijke ontwikkeling zou bijzonder ernstig zijn, aangezien Noorwegen volgens het internationaal recht een speciale verantwoordelijkheid heeft tegenover inheemse volkeren en nationale minderheden.

Overheidsinstanties en verschillende maatschappelijke actoren die betrokken zijn bij het onderzoek van de Commissie naar de vernoorsingspolitiek en -praktijken, zouden een onafhankelijke verantwoordelijkheid moeten voelen om hun eigen geschiedenis en praktijken onder ogen te zien, zodat verzoening mogelijk wordt. Publieke instellingen in alle sectoren van de samenleving en op alle bestuursniveaus zouden moeten overwegen hoe zij kunnen bijdragen aan verzoening in het licht van de bevindingen in dit rapport. Dit geldt ook voor diverse partijen in het maatschappelijk middenveld en belanghebbenden in het vrijwilligerswerk, kunst en cultuur, de non-profitsector, religie en geloof. De Commissie constateert dat deze actoren, individueel en gezamenlijk, het potentieel hebben om bij te dragen aan verzoening. 
De commissie komt met een reeks voorstellen die betrekking heeft op de volgende vijf pijlers:
- Kennis en verspreiding
- Taal
- Cultuur
- Voorkomen van conflicten
- Implementatie van regelgeving

Het rapport werd in november 2024 besproken in het Noorse parlement. Dat leidde tot een aantal besluiten. In het eerste besluit spreek het parlement zijn spijt uit:

Het Storting (Noors parlement) drukt zijn diepste spijt uit voor de misstanden die veroorzaakt zijn door de vernoorsingspolitiek tegenover de Sami, Kvenen/Noorse-Finnen en Bosfinnen. Hiermee biedt het parlement zijn excuses aan voor de actieve rol van eerdere parlementen in deze politiek en erkent het de verantwoordelijkheid voor de gevolgen van deze politiek voor groepen en individuen.
Deze spijtbetuiging volgde op de excuses die de koning in 1997 al maakte, zij het dat die toen aan alleen de Samen waren gericht.  De excuses van het parlement – waar alleen de rechts-conservatieve Vooruitgangspartij tegen stemde – bieden zeventien concrete voorstellen. Daarin is vooral aandacht voor taal en cultuur, maar is niets opgenomen over de omgang met het gebied waar de Samen wonen.
In haar artikel in de NRC geeft Toef Jaeger het volgende commentaar: 
 De toezeggingen klinken goed, maar er zijn ook tekortkomingen. Er is niet gesproken over land en water, volgens parlementsvoorzitter Muotka. De resoluties garanderen behoud van taal en erfgoed, maar dat staat niet gelijk aan een garantie op het levend houden van die cultuur: er zijn geen afspraken gemaakt over grondgebruik en dat terwijl het eigen grondgebied, alleen al omwille van het houden van rendieren, een substantieel onderdeel is van de Samische cultuur. De economische belangen en ‘groen kolonialisme’ – zoals de Sámi dat noemen – zijn te belangrijk voor de overheid.
Er lopen conflicten over onder meer windparken die het houden van rendieren onmogelijk maken, maar daar is niets over toegezegd. Ook is het gebied belangrijk voor gaswinning, koper- en goudwinning en zijn er conflicten over het aanleggen van ondergrondse pijpleidingen. Deze belangen staan haaks op de belangen van de Samische cultuur en grondgebruik 

### Zweden
De Zweedse waarheidscommissie startte in juni 2022 met haar werk en heeft de volgende opdracht meegekregen:
De commissie zal:
- de gevoerde beleidsmaatregelen ten aanzien van de Samen en de acties van relevante betrokkenen bij de uitvoering van die beleidsmaatregelen in kaart brengen en onderzoeken;
- de ervaringen van de Samen belichten; en
- de gevolgen van het gevoerde beleid ten aanzien van de Samen analyseren en toelichten met betrekking tot de levensomstandigheden, gezondheid en het sociale leven van het Samische volk als geheel en als individuen, en de mogelijkheid van het Samische volk om hun eigen cultuur en gemeenschapsleven te behouden en te ontwikkelen.[8]

De commissie zal het beleid en de geschiedenis van de Samen sinds de jaren 1500 onderzoeken. Naast het verzamelen van getuigenissen wil de commissie het bewustzijn vergroten over de geschiedenis en de huidige situatie van de Samen. De commissie zal ook voorstellen doen voor herstelmaatregelen die bijdragen aan duurzame Samen-gemeenschappen en verzoening.
De Commissie is een overheidscommissie die is aangesteld op verzoek van het Zweedse Samische parlement. De leden zijn door de regering benoemd, na overleg met het Samische parlement. De Commissie is een onafhankelijk en autonoom orgaan. De leden nemen beslissingen over het werk, dat wordt geleid door de voorzitter, en zijn verantwoordelijk voor de voorstellen. De Commissie komt ongeveer elke zes tot acht weken bijeen. Haar eindrapport is voorzien eind 2025.
Op 24 november 2021 bood de Kerk van Zweden (Svenska kyrkan) in het openbaar excuses aan voor haar rol in de onderdrukking en eeuwenlange mishandeling van het Samische volk. De excuses aan Sámi-vertegenwoordigers werden uitgesproken in de kathedraal van Uppsala. Tijdens de dienst gaven vijf Samen getuigenissen over de geschiedenis van het misbruik dat de Kerk van Zweden heeft gepleegd. De tweede openbare excuses werden uitgesproken in de domkerk van Luleå in oktober 2022. 
Vi ber om ursäkt sprak de aartsbischop Antje Jackelén meerdere malen. Enkele citaten uit de toespraak:

Vandaag, als aartsbisschop van de Zweedse Kerk, sta ik hier voor u, de Samen, en belijd ik dat we NIET met u op gelijk niveau zijn omgegaan.
We hebben ons naar binnen gekeerd, hebben ons niet uitgesproken tegen racisme en machtsmisbruik. Onze ruggen zijn gebogen onder de schuld die we dragen. We hebben u onrechtvaardige lasten opgelegd. We hebben uw voorouders belast met schaamte en pijn, een erfenis die door nieuwe generaties is overgenomen.
(...)
Binnen de Zweedse Kerk werd de Samische spiritualiteit veracht. In plaats van het beeld van God te herkennen in onze Samen-zusters en -broeders, probeerden we hen te hervormen naar het beeld van de meerderheidscultuur. U hebt ons verteld over de gedwongen kerstening en het Zweedse kolonialisme. De Samische cultuur werd ontkend, en daarmee ook de Samische talen, het Samische handwerk en de Samische kunst. We hebben uw vanzelfsprekende relatie met de Schepper en met het land niet gezien. We begrepen niet dat Samische spiritualiteit zich uitdrukt in dagelijkse handelingen. We zijn niet met u op gelijk niveau omgegaan.
Vandaag erkennen we dit, en namens de Zweedse Kerk bied ik mijn excuses aan.
De Zweedse Kerk speelde een belangrijke rol bij het opzetten en beheren van nomadenscholen en werkhutten. Samische kinderen werden gedwongen de veiligheid van hun families te verlaten, en sociale banden werden verbroken. In de parochieregisters werden Samische namen vervangen door Zweedse namen, wat leidde tot het verlies van taal, identiteit en cultuur.
Vandaag erkent de Zweedse Kerk dit, en wij bieden onze excuses aan.
De Zweedse Kerk speelde een cruciale rol in het openen van deuren voor raciale biologen. Onze vertegenwoordigers gebruikten hun autoriteit en macht in de samenleving om racistisch en koloniaal denken te rechtvaardigen, met ernstige schendingen van menselijke waardigheid en waarde als gevolg.

Vandaag erkent de Zweedse Kerk dit, en wij bieden onze excuses aan.

### Finland
In Finland werd het verzoek tot het instellen van een waarheidscommissie aanvankelijk geweigerd. Na herhaald aandringen van het Samische parlement ging in oktober 2021  de Waarheids- en Verzoeningscommissie met betrekking tot het Samische volk van start.
Haar opdracht is om de ervaringen van het Samische volk met betrekking tot de acties van de Finse staat en autoriteiten, en de gevolgen daarvan voor het Sámische volk, te verzamelen en zichtbaar te maken. De termijn van de commissie loopt tot 31 december 2025.
De commissie heeft de volgende doelstellingen:
- Verzamelen en zichtbaar maken van de ervaringen van het Samische volk met de handelingen van de Finse staat en diverse autoriteiten. Dit betreft ook, en de effecten en gevolgen die deze hebben gehad en nog steeds hebben op het Samische volk als inheems volk en zijn leden als individuen.
- Creëren van een gemeenschappelijk begrip van historische en huidige discriminatie, inclusief het assimilatiebeleid en schendingen van rechten. Hiermee wordt, de basis gelegd voor verzoening tussen het Samische volk en de staat, en voor structurele veranderingen en een op vertrouwen gebaseerde interactie. Dit moet de Samen in staat stellen om hun eigen taal en cultuur te versterken, inclusief de traditionele middelen van bestaan waarvan de kern de verbinding met het land en het water is.
- In haar werk moet de commissie rekening houden met de belangrijkste factoren die de realisatie van de rechten van het Samische volk beïnvloeden, zoals klimaatverandering.
- Het werk van de commissie moet gericht zijn op het ontmantelen en helpen verwerken van de intergenerationele trauma’s die het Samische volk met zich meedraagt, zowel als volk als op individueel niveau.
- Aangezien het Samische volk in vier landen leeft, en vergelijkbare waarheids- en verzoeningsprocessen aan de gang zijn in Noorwegen en Zweden, moet het werk van de commissie rekening houden met het Noordse perspectief en werken aan het opbouwen van verbindingen met andere Noordse processen.
- Een ander doel van het werk van de commissie is het vergroten van het bewustzijn over het Samische volk en de Samische cultuur onder de meerderheid van de bevolking, en daarmee voorwaarden creëren voor een positieve ontwikkeling van de relaties tussen de bevolkingsgroepen.[12]